# Un suave olor a canela
Un suave olor a canela es un largometraje de la directora y guionista valenciana Giovanna Ribes de 2012.

## La película
Un suave olor a canela es el primer largometraje de ficción de la directora Giovanna Ribes, rodándose parte de la película en los estudios alicantinos La Ciudad de la luz. El largo se ha exhibido en 19 festivales internacionales antes de hacerlo en España,  entre otros, el Festival de Cine de Alicante

## Sinopsis
Valia, una fotógrafa acostumbrada a observar a los otros como parte de su trabajo, graba con su videocámara el restaurante que hay frente a su apartamento. Al poco tiempo, conoce al propietario del restaurante, Guido.
Guido es el contrario de Valia, siendo consciente de su propia dimensión social. Ella sin embargo, vive entre dos mundos, lo que sucede en la realidad y lo que ella observa tras su cámara. Guido es quien ayuda a Valia cuando se descubre un pequeño bulto en el pecho y le diagnostican un cáncer de mama, debiéndose enfrentar a su final.

## Reparto
- Mireia Pérez es Valia.
- Paulo Pires es Guido.
- Rosana Pastor es Tía Luise.
- Juan Mandli es Sorín.
- Jaroslaw Bielski es Hans.
- Lola Moltó es Marusella.
- Sergio Villanueva es Gay.

- Diego Ramírez, Maria Minaya, Ariel Castro, Abdelatif Hwidar, Mar Mandli, Paco Vila, Daniel Montoya, Iris Becher, Pasquale Bávaro, Lara Salvador o Uve Martínez entre otros.